# 韓裔美國人
韓裔美国人（：／）是指擁有源自朝鮮半島中朝鮮民族／韓民族血統的美國公民，广义上也包括来自日治时期的朝鲜半岛及其他海外朝鮮人／韓人的移民及在美后代，但由于美国和朝鲜民主主义人民共和国的關係非常紧张，所以「(北)朝鮮裔美國人」（英語：North Korean American）在美国并不常见，美國对于來自北朝鮮的移民者也沒有官方公认的相关統計數据，在2006年以后，美国来自北朝鲜的移民者甚至低于220人，仅占韓裔美國人（Korean American） 总人口的0.008352% ，而其余九成以上则为來自韓國的移民者及其后代，所以狭义上的「韓裔美国人」也僅特指有南韓血統的美国人，即从大韩民国移民至美國的人及其後代，也称为韓国裔美国人、（南）韩裔美国人、美籍韩裔（：／）。
根据2015年美国人口调查局的報告，韩裔美国人有1,882,213人，而根據韓國外交部的統計，2021年韓裔美國人和旅居美國的非美籍韓民族合計有2,633,777人。

## 数目与分布
历史上韩裔美国人的数目如下：：
| 年份   | 人数    |
| ------ | ------- |
| 1910年 | 462     |
| 1920年 | 1224    |
| 1930年 | 1860    |
| 1940年 | 1711    |
| 1970年 | 69130   |
| 1980年 | 354593  |
| 1990年 | 798849  |
| 2000年 | 1076872 |
| 2010年 | 1423784 |

根据2010年美国人口普查结果，韩裔美国人分布最广的地区依次为加利福利亚州（45.2万，占该州人口的1.2％）、夏威夷州（23.2万，占全州人口的1.8％）、纽约州（14.1万，占该州人口的0.7％）、新泽西州（9.4万，占该州人口的1.1％）、（7.1万，占该州人口的0.9％）、德克萨斯州（6.8万，占该州人口的0.3％）、华盛顿州（6.24万，占该州人口的0.9％）、伊利诺伊州（6.15万，占该州人口的0.5％）、乔治亚州（5.25万，占该州人口的0.5％）、马里兰州（4.9万，占该州人口的0.8％）、宾夕法尼亚州（4.1万，占该州人口的0.3％）。

## 历史
徐载弼被认为是第一个朝鲜裔美国人，1884年的甲申政变失败之后他于1885年5月26日抵达美国并在1890年加入了美国国籍，韩半岛向美国的早期移民史上另外两个重要人物是韓國獨立運動人士安昌浩与李承晚。
1903年1月13日，一批大韓帝國勞工抵达美国夏威夷甘蔗園。
1968年1月30日美国的《移民与国籍法》生效之後，有更多的韓民族或者朝鮮民族（主要是人）移民到美國。

## 著名人物
- 朴銀珠：共和黨籍加利福尼亞州眾議員
- 金映玉：共和黨籍加利福尼亞州眾議員
- 魏聖美：美國職業高爾夫球球員
- 羅相昱：美國職業高爾夫球球員
- 金昌準：首位韓裔移民出身的共和黨籍加利福尼亞州眾議員
- 金兌錫（朝鲜语：Ron Kim (politician)）：紐約州議會議員
- 梁振錫：世界跆拳道聯盟前秘書長[7]
- 白南准：藝術家
- 張永宙：小提琴演奏家
- 金永玉：美國陸軍退役上校，在二戰及韓戰中擔任指揮軍官，獲得19項戰功勳章。
- 安繡山：韓國獨立運動家安昌浩的長女，美國海軍退役上尉（1942年－1946年）、美軍最早的亞裔女性軍官之一
- 康燦雄：教授、政治科學學者
- 約翰·趙：演員
- 丹尼斯·吳：演員、模特兒
- 許允真 ：LE SSERAFIM成員
- 朴綜星 ：ENHYPEN成員
- 金起範：演員，Super Junior前成員
- 金允珍：演員
- 韓藝瑟：演員
- 朴敏慶：演員
- 泰迪·朴（Teddy）：音樂製作人
- 喬瑟夫·漢恩(Joseph Hahn)：，聯合公園DJ
- 禹成賢：歌手，U-KISS前成員
- 金炅才：歌手，U-KISS前成員
- 郭英敏（Aron）：歌手，NU'EST成員
- 李珠鉉（James）：歌手，Royal Pirates前成員
- 裴濟旭（Benji）：歌手，B.I.G成員
- 吳宗錫（Eddy）：歌手，JJCC成員
- 金傑（Jay）：歌手，BTL前成員
- 朴再興（Jae）：歌手，DAY6成員
- 徐煐淏（Johnny）：歌手，NCT成員
- 金佑星：歌手，The Rose成員
- 鄭真宇（P.ODD）：歌手，PLT成員
- 李多恩（Villain）：歌手，PLT成員
- 陳成鎬（Brian）：歌手，1TEAM成員
- Eson：歌手，We in the Zone成員
- 劉承俊：個人歌手
- 朴宰範（Jay Park）：個人歌手、2PM前成員
- Eric Nam：個人歌手
- John Park：個人歌手
- 朴正炫：個人歌手
- Jessi：個人歌手
- 李藝真（Ailee）：個人歌手
- 黃美英（Tiffany）：少女時代成員
- 李純揆    (Sunny)    ：少女時代成員
- 鄭秀妍（Jessica）：歌手，設計師，少女时代前成員，f(x)成員鄭秀晶的親姐姐
- 鄭龍珠（Nicole）：歌手，Kara成員
- 鄭秀晶（Krystal）：歌手，演員，f(x)成員，少女时代前成員鄭秀妍的親妹妹
- 貝卡（朝鲜语：베카 (가수)）：歌手，After School第一期成員
- Tia（朝鲜语：티아 (1997년)）：歌手，Chocolat成員
- 朴秀彬（Tina）：歌手，BLADY前成員
- 可可（CoCo）：歌手，BLADY前成員、CocoSori前成員
- Euna Kim：歌手，KHAN成員
- 裴成嬿 ：PRISTIN前成員
- Kyla：PRISTIN前成員
- Nancy：MOMOLAND成員
- 洪知秀（Joshua）：歌手，SEVENTEEN成員
- 崔瀚率（Vernon）：SEVENTEEN成員
- BM ：KARD成員
- 休寧凱：TXT成員
- 休寧巴伊葉：Kep1er成員
- 吉姆·李 : DC漫畫漫畫家
- 李玖哲：華語歌手
- 金大賢：演員
- 肯尼斯·崔：演員
- 丹尼爾·海尼：演員
- Anton：RIIZE成員
- 尹成植：演員
- 李威尹：演員